# Марія Луїза фон Ларіш-Валлерзе
Марія Луїза Єлизавета фон Валлерзе (нім. Marie Louise Elisabeth von Wallersee уроджена Мендель; 24 лютого 1858, Аугсбург — 4 липня 1940, Аугсбург) — австрійська шляхтанка, племінниця австрійської імператриці Єлизавети, в шлюбі графиня фон Ларіш-Мьонніх, у другому шлюбі Марія Брукс, в третьому — Марія Меєрс. Мемуаристка, акторка німого кіно.

## Біографія
Марія Луїза — позашлюбна дочка герцога Людвіга Вільгельма Баварського і акторки єврейського походження Генрієтти Мендель. Батьки Марії Луїзи вступили до морганатичного шлюбу через рік після її народження. У тому ж році Генрієтта Мендель отримала спадковий шляхетський титул баронеси. Марія отримала чудову освіту, займалася верховою їздою та фехтуванням. У 1869 році старшого брата Людвіга відвідала імператриця Єлизавета, якій сподобалася племінниця, і вона запросила її погостювати в Відні, а в 1876 році — в угорському Геделле. В Угорщині Марія Луїза прожила кілька місяців і спілкувалася в колі друзів і гостей тітки-імператриці. Імператриця, яка мала імідж фатальної жінки, наблизила Марію до себе і зробила її своєю довіреною особою. Дочка акторки в найближчому оточенні імператриці викликала невдоволення і ревнощі присутніх шляхтанок, серед яких була і баронеса Гелена фон Вечера.

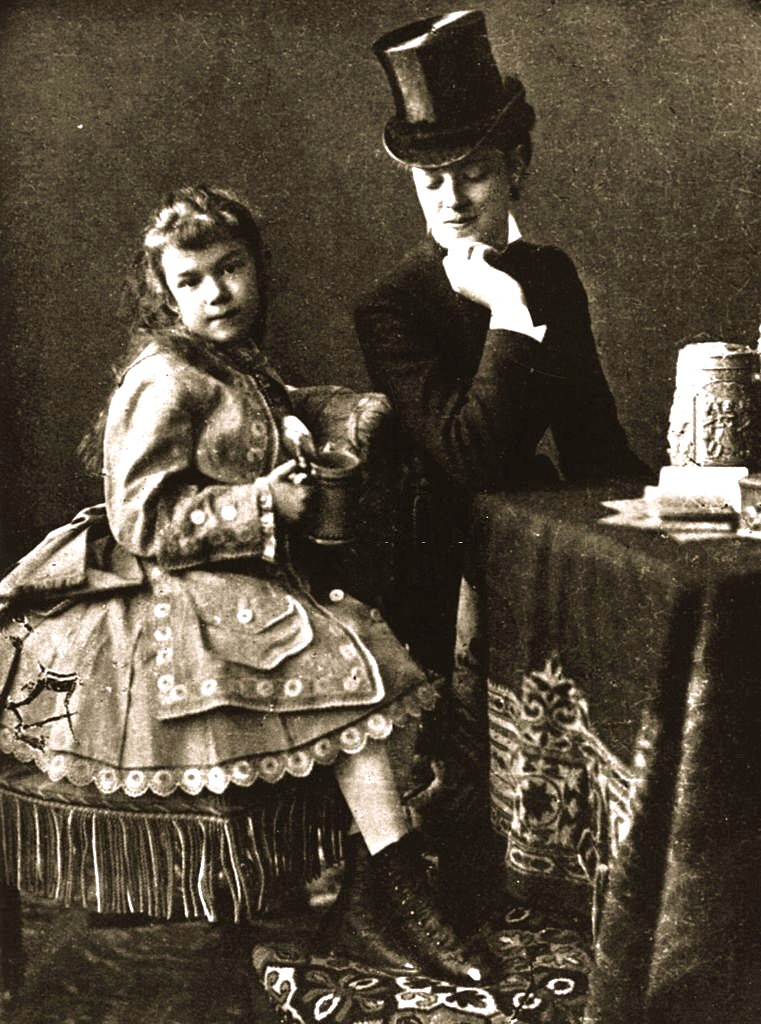
Марія Луїза з ерцгерцогинею Марією Валерією

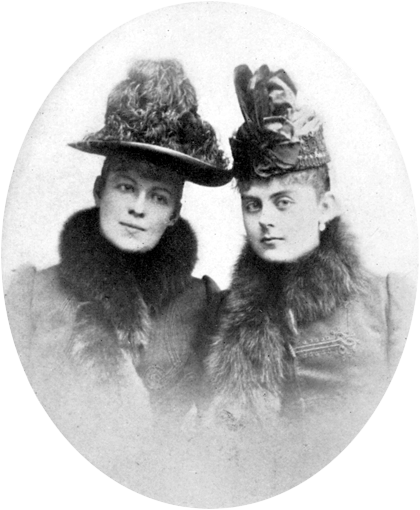
Марія Луїза фон Ларіш-Мьонніх і Марія фон Вечера

Завдяки родинним зв'язкам і відмінним умінням у верховій їзді Марія Луїза мала всі шанси отримати посаду придворної дами Єлизавети. Тому діюча придворна дама графиня Марія Фештетич всіляко прагнула віддалити «маленьку Валлерзе» від двору і влаштувала знайомство Марії Луїзи з графом Георгом Ларіш-Мьонніхом (1855—1928). За наполяганням тітки Єлизавети Марія Луїза вступила в шлюб з графом 20 жовтня 1877 року. Подружжя оселилося недалеко від Троппау в Сілезії, де Марія Луїза народила сина Франца Йосифа і дочку Марію Валерію. Хрещеними дітей Ларіш-Мьонніхів стали імператор Франц Йосиф і його молодша дочка, ерцгерцогиня Марія Валерія.
Марія була призначена придворною дамою, її чоловік Георг — камергером. Протягом кількох років Марія Луїза супроводжувала імператрицю в її поїздках. Шлюб з графом, укладений з розрахунку, не був ідеальним, тому Марія Луїза не вважала себе зобов'язаною дотримуватися подружньої вірності. Доньку Марію Генрієтту і сина Георга Генріха Марія Луїза народила не від чоловіка, а від свого коханця, офіцера і спортсмена-кіннотника Генріха Бальтацці, брата Гелени фон Вечори. Ще один син Марії Луїзи Фрідріх Карл народився 1894 року від зв'язку з публіцистом Карлом Ернстом фон Отто-Креквіцем. Граф Георг і Марія Луїза з 1889 року проживали окремо: вона — в Баварії, він — в Сілезії. Офіційне розлучення подружжя відбувся 1896 року.
Графиня Марія Луїза жила на широку ногу і мала великі борги. Фінансову допомогу їй надавали Генріх Бальтацці, кузен кронпринц Рудольф і тітка імператриця Єлизавета. Депресивний кронпринц Рудольф до 1888 року був одержимий ідеєю добровільного відходу з життя і шукав жінку, яка б погодилася зробити з ним спільне самогубство. Графиня Марія Луїза бувала в палаці у Вечори і розповіла захопленій принцем племінниці Генріха Бальтацці Марії про свої родинні зв'язки. Згодом, будучи зобов'язаною кронпринцові за матеріальну допомогу, вона кілька разів прикривала таємні зустрічі Марії з Рудольфом. Після скандалу в опері на початку грудня, коли Марія Вечера стала вважати себе серйозною суперницею кронпринцеси Стефанії, дружини Рудольфа, Марія Луїза перестала їм допомагати. Рудольф і Марія Вечера продовжували зустрічатися, використовуючи в якості повіреного особистого кучера Йосифа Братфіша і камеристку Агнес. 28 січня 1889 року на прохання Рудольфа Марія Луїза привезла Марію Вечору до Хофбурга, оскільки кронпринц нібито збирався порвати з нею. На подив графині в Хофбузі Марія Вечера від неї втекла. У ніч на 30 січня 1889 року кронпринц Рудольф здійснив свій план спільного самогубства в мисливському замку Майєрлінг, застреливши Марію Вечору і через кілька годин самого себе.
Перед смертю Рудольф зажадав від Марії Вечори повернути написані їй листи кохання і спалив їх, а листи «маленької Вечери» і графині Ларіш він залишив у своєму письмовому столі і навіть спеціально згадав про них в приписці до свого заповіту. Один з листів графині Ларіш було виявлено в його форменому кітелі. В силу цих трагічних обставин графиня Марія Луїза впала в немилість до імператриці Єлизавети і їй було відмовлено у перебуванні при дворі. Їй не дали жодної можливості виправдатися. Незабаром Марія Луїза повернулася до Баварії, де проживала в Роттах-Егерн на своїй віллі «Валерія».
У Роттах-Егерні Марія Луїза познайомилася зі співаком баварської придворної опери Отто Бруксом і 1897 року одружилася з ним. Із солідарності з австрійським імператорським домом в Баварії Отто Брукса позбавили можливості виступати в придворних театрах і замість його музичних талантів обговорювали виключно його шлюб з «тієї самої графинею Ларіш, яка в Майерлінг …». Брукс став зловживати алкоголем. У 1899 році у подружжя народився син Отто. Оскілька Марія Брукс перебувала у фінансовій скруті, вона вирішила записати свої спогади про своїх високих родичів. Щоб уникнути публікації одкровень Марії Луїзи імператор Франц Йосиф викупив у неї перші рукописи за велику суму і призначив їй ренту. Проте, Марія Луїза, що мала великі борги і намагалася відновити своє добре ім'я, неодноразово вступала в переговори з видавцями і журналістами.
1906 році Отто Брукс отримав призначення директором театру в Меці. У 1907 і 1909 роках померли діти Марії Луїзи від Генріха Бальтацці: Марія Генрієта померла від чорної віспи, а Георг Генріх, дізнавшись, хто був його справжнім батьком і про свою причетність до майєрлінгської історії, застрелився в Неаполі. Порушивши свої зобов'язання з імператорським домом, Марія Луїза зв'язалася з англійської журналісткою, завдяки допомозі якої з'явилася книга «Моє минуле». Книга була видана великим тиражем, але через війну, що почалася не мала очікуваного фінансового успіху. У 1914 році Отто Брукс помер від цирозу печінки. Наступного року від тропічної хвороби померла під час місіонерства старша дочка Марія Валерія. У Першу світову війну вдова Брукс служила медсестрою при «Червоному Хресті» на Західному фронті і операційною сестрою в Мюнхені. У 1920 році Марія Луїза зняла німий фільм про імператрицю Єлизаветю і зіграла в ньому саму себе.
У наступні роки Марія Луїза жила дуже бідно і працювала економкою в Берліні і планувала емігрувати до США. У 1924 році була опублікована стаття про племінницю імператриці, що потрапила в складні життєві обставини, проілюстрована зображеннями молодої графині і її імператорської рідні. У статті також містилася пропозиція Марії Луїзи одружитися з тим, хто оплатить їй і її сину переїзд до США. Таким чином 66-річна Марія Луїза познайомилася з фермером і маклером з Флориди Вільямом Генрі Мейєрсом, який сплатив дорогу до США для неї і її сина Карла. Через три дні після прибуття Марія Луїза одружилася з ним, виконавши свої зобов'язання і отримавши дозвіл на проживання в США. Вона завжди підкреслювала фіктивність цього шлюбу. Її американський чоловік виявився аферистом, сподівався просунутися в суспільстві і збагатитися за рахунок своєї дружини-графині. Мейерс погано поводився з дружиною, і 1926 року Марія Луїза втекла від нього до Нью-Джерсі, влаштувавшись працювати куховаркою і прибиральницею. Про свою долю вона повідала письменнику німецького походження, який написав про Марію Луїзу дві скандальні книги, але обдурив її з гонораром. Ці твори створили Марії Луїзі імідж злісної і жадібної екс-графині, яка торгувала своєю імператорською сім'єю.
У 1929 році Марія Луїза повернулася до Аугсбургу, де проживала в бідності й самоті, як і раніше намагаючись реабілітуватися в очах громадськості і знову обманюючись в видавців. Вона померла в злиднях у будинку для літніх людей. Після смерті Марії Луїзи її рукописи були конфісковані Аугсбургським гестапо. Похована жінка на мюнхенському Східному кладовищі поруч з батьком герцогом Людвігом і сином Фрідріхом Карлом, який помер у 35 років від наслідків грипу. Довгі роки її могила залишалася безіменною, і лише 2012 року на ній було встановлено простий дерев'яний хрест з невеликою табличкою з іменем.

## Родина
Марія Луїза пошлюбила графа Георга Ларіша фон Мьонніха (1855—1928) 20 жовтня 1877 року. Шлюб був розірваний 1896 року. У цьому шлюбі народила 5 дітей:
- Франц-Йосиф Людвіг Георг Марія (1878—1937)
- Марія Валерія Франциска Георгіна (1879—1915)
- Марія Генрієта Олександра (1884—1907)
- Георг Генріх Марія (1886—1909)
- Фрідріх Карл Людвіг Марія (1894—1929)

15 травня 1897 року Марія Луїза побралася з оперним співаком Отто Бруксом (1858—1914). У цьому шлюбі народила сина Отто Брукса-молодшого (1899—1977).
2 вересня 1924 року в США Марія Луїза одружилася з американським підприємцем Вільямом Меєрсом.

## Публікації
- Ein Königsmärchen. Spohr, Leipzig 1898
- Eine arme Königin. F. Fontane, Berlin 1900
- Meine Vergangenheit. F. Fontane, Berlin 1913 ( [Архівовано 5 березня 2016 у Wayback Machine.]), Neuauflage тисяча дев'ятсот тридцять сім (My Past, London 1913)
- Kaiserin Elisabeth und ich. Eisentraut, Leipzig 1935 (Her Majesty Elizabeth of Austria-Hungary, New York, 1934)
- Die Heldin von Gaeta. Tragödie einer Königin . Goten-Verlag, Leipzig 1936 (My Royal Relatives, London 1936 Les Secrets d'une Maison Royal, Paris 1935)
- Gekrönte Frauen, Liebe und Tod, 1943